# Melipona eburnea
Melipona eburnea är en biart som beskrevs av Heinrich Friese 1900. Melipona eburnea ingår i släktet Melipona och familjen långtungebin. Inga underarter finns listade i Catalogue of Life.